# Escher dōri no akai posuto
Pour plus de détails, voir Fiche technique et Distribution.
Escher dōri no akai posuto (エッシャー通りの赤いポスト, littéralement « boîte aux lettres rouge sur la rue Escher ») est un film japonais réalisé par Sion Sono, sorti en 2020.

## Synopsis
Tadashi Kobayashi, réalisateur adulé dans les festivals, organise des auditions libres pour son prochain film. Une vague d'acteurs en herbe postule, rivalisant d'idées pour avoir la chance d'apparaître à l'écran ou de travailler avec ce talentueux cinéaste.

## Fiche technique
- Titre : Escher dōri no akai posuto
- Titre original : エッシャー通りの赤いポスト
- Titre anglais : Red Post on Escher Street
- Réalisation : Sion Sono
- Scénario : Sion Sono
- Photographie : Masaya Suzuki
- Montage : Sion Sono
- Production : Hiroyuki Ogasawara et Masaya Takahashi
- Société de production : AMG Entertainment et Hikoki Films International
- Pays :  Japon
- Genre : Comédie dramatique
- Durée : 148 minutes
- Dates de sortie : 
  -  Chili : 9 octobre 2020 (Valdivia International Film Festival)
  -  Japon : 25 décembre 2021

## Distribution
- Tatsuhiro Yamaoka : Tadashi Kobayashi
- Canon Nawata : Hirona Matsumoto
- Mala Morgan : Katako
- Matsuri Kohira : Kiriko
- Sen Fujimaru : Yabuki Yasuko
- Garrett Cassell : « Japanese Star Wars »
- Tomoko Fujita
- Mitsuru Fukikoshi
- Marina Kozawa
- Tarō Suwa
- Jun Toba
- Tetsu Watanabe

## Distinctions
Le film a été nommé pour quatre Chlotrudis Awards.